# Michel Turler
Michel Türler (14 mei 1944 - La Chaux-de-Fonds, 8 april 2010) was een Zwitsers ijshockeyspeler.
Türler speelde met La Chaux-de-Fonds 6 maal Zwitsers kampioen in de periode 1968-1973 en werd nadien nog kampioen met Brienne. Hij werd 112 maal geselecteerd voor de Zwitserse nationale ploeg en nam deel aan de Olympische Winterspelen 1972. Na zijn actieve loopbaan, werd hij trainer bij verschillende ijshockeyploegen. Türler overleed in april 2010 aan kanker.